# Henry Schmill
Henry Schmill (* 16. September 1925 in Frankfurt (Oder) als Otto Hinrich Schmill; † 14. September 2003 in Essen) war ein deutscher Bergbauingenieur und erfolgreicher Unternehmer in England. Er war Gründer der Amalgamated Construction Ltd (AMCO) und Mehrheitseigner der Tolent Construction Ltd.

## Leben

### Ausbildung
Henry Schmill wurde 1925 in Deutschland geboren. Sein Vater war Otto Schmill, ein Milchwerkspächter aus Mecklenburg. Seine Mutter war Gertrud Alexandrine Schmill, geborene Hörder.
Schmill begann seine berufliche Laufbahn 1945 als Minenarbeiter im Ruhrgebiet. Von 1948 bis 1952 studierte er Montanwissenschaft an der Technischen Hochschule Aachen, wo er mit Begeisterung die Vorlesungen von Carl Hellmut Fritzsche besuchte. 1952 schloss Schmill sein Studium als Diplom-Ingenieur ab und arbeitete zunächst für die Thyssen Schachtbau GmbH. 

### Berufliche Laufbahn in England
1963 ging Henry Schmill für die Thyssen AG als Leitender Ingenieur zur Thyssen Shaft Sinking Ltd nach Großbritannien. 1970 gründete Schmill in den englischen Midlands seine erste eigene Firma, die Amalgamated Construction Ltd (AMCO). Erste Aufträge kamen vom National Coal Board und betrafen den Schacht-, Tunnel- und Straßenbau. Später wurde die Firmentätigkeit auf weitere Felder des Ingenieurwesens ausgeweitet, Schwerpunkt der Unternehmungen blieb jedoch die Bergbauindustrie. Mitte der 1990er Jahre kaufte Schmill die am AIM gelistete Firma Tolent PLC, einen Mitbewerber der AMCO. Im Jahr 2002 verzeichneten die Firmen AMCO und Tolent einen Gesamtumsatz von 217 Millionen Pfund und beschäftigten 1675 Angestellte.

### Verwandtschaft in Deutschland
Mütterlicherseits entstammt Henry Schmill einer alteingesessenen Fabrikantenfamilie aus dem schlesischen Greiffenberg. Henry Schmill war ein Neffe des Schriftstellers und Arztes Carl Hörder sowie Cousin des Arztes Max-Hermann Hörder.

## O H Schmill Medaille und AMCO Bursary Fund

### O H Schmill Medaille
Die O H Schmill Medaille wurde im Jahr 1999 von Henry Schmill gestiftet. Die Medaille ist doppelseitig gestaltet und wird in unregelmäßigen Abständen nach Ermessen des Council of the Midland Institute of Mining Engineers vergeben. Mit der Medaille sollen Personen ausgezeichnet werden, die sich um das Midland Institute of Mining Engineers verdient gemacht haben.

### AMCO Bursary Fund
Am 11. November 1999 fasste das Midland Institute of Mining Engineers den Entschluss, einen Stipendiumfonds zu stiften. Die Idee hierfür stammte von Henry Schmill, dessen Amalgamated Construction Ltd (AMCO) 100.000 Pfund als Grundkapital spendete. Die Stipendien werden aus den laufenden Einnahmen des Stiftungskapitals finanziert. Registernummer der Charity Commission for England and Wales: 1080526.

## Ehrungen
- 1993: 'Thos. W. Adam Medal' vom The Midland Institute of Mining Engineers[9]
- 2001: 'George Herbert Peake Medal' vom The Midland Institute of Mining Engineers[10]

## Mitgliedschaften
- The Midland Institute of Mining Engineers
- Advisory Councillor, The Federal Trust